# Asteriscium
- Commons
- Wikispecies

Asteriscium é um género botânico pertencente à família Apiaceae.